# NGC 2929
NGC 2929 is een spiraalvormig sterrenstelsel in het sterrenbeeld Leeuw. Het hemelobject werd op 21 februari 1863 ontdekt door de Duits-Deense astronoom Heinrich Louis d'Arrest.

## Synoniemen
- UGC 5126
- MCG 4-23-17
- ZWG 122.34
- IRAS09346+2323
- PGC 27398